# Tamara Smart
Tamara Valerie Smart (Barnet, 14 de junho de 2005) conhecida como Tamara Smart, é uma atriz inglesa. Fez sua estreia na série da CBBC, The Worst Witch. Seus outros trabalhos incluem a série revival de 2019 Are You Afraid of the Dark? e os filmes de 2020, Artemis Fowl e A Babysitter's Guide to Monster Hunting.

## Biografia
Filha de Fiona e Cornelius Smart,  Tamara nasceu no bairro de Barnet, norte de Londres. Ela tem uma irmã mais velha, Justine. Tamara teve aulas no Dance Crazy Studios e Razzamataz Theatre School Barnet.

## Filmografia
| Ano  | Título                                  | Papel          | Notas                        |
| ---- | --------------------------------------- | -------------- | ---------------------------- |
| 2020 | Artemis Fowl                            | Juliet Butler  | Filme de streaming (Disney+) |
| 2020 | A Babysitter's Guide to Monster Hunting | Kelly Ferguson | Filme de streaming (Netflix) |

| Ano     | Título                          | Papel               | Notas                              |
| ------- | ------------------------------- | ------------------- | ---------------------------------- |
| 2017-20 | The Worst Witch                 | Enid Nightshade     | Principal (1ª-4ª Temporada)        |
| 2018    | Hard Sun                        | Hailey Hicks        | Minissérie (3 episódios)           |
| 2019    | Are You Afraid of the Dark?     | Louise Fulci        | Minissérie (3 episódios)           |
| 2022    | Resident Evil                   | Jade Wesker (jovem) | série da Netflix                   |
| 2022    | Wendell & Wild                  | Siobhan Klaxon      | Voz; Filme de streaming (Netflix)  |
| 2025    | The Wayfinders                  | Oaklee              | Série de streaming (Angel Studios) |
| 2025    | Percy Jackson and the Olympians | Thalia Grace        | Série de streaming (Disney+)       |

## Ligações Externas
- Tamara Smart no IMDb